# Beriotisia fueguensis
Beriotisia fueguensis là một loài bướm đêm thuộc họ Noctuidae. Nó được tìm thấy ở Maule và vùng Magallaness của Chile và tỉnh Neuquén của Argentina.
Sải cánh dài 32–38 mm.